# Busy Child
«Busy Child» (с англ. — «Занятой ребёнок») — композиция американского электронного дуэта The Crystal Method, вышедшая в качестве второго сингла в поддержку их дебютного студийного альбома Vegas.

## О сингле

Промоизображение, сопровождавшее переиздание сингла под названием «Busy Child (Sta Remix)».

Этот трек является одним из самых популярных у The Crystal Method; сингл дебютировал на 17-й строчке Hot Dance Club Play, при этом оставшись в этом чарте почти на десять лет. «Busy Child» очень часто появлялась на саундтреках к различным фильмам и компьютерным играм. В частности, композиция стала главным треком для игр FIFA 98: Road to World Cup и DDRMAX2 Dance Dance Revolution. Одним из самых известных появлений в кинокартинах стало использование трека в фильме 2000 года Угнать за 60 секунд.
К «Busy Child» было снято два музыкальных видеоклипа; оригинальное видео 1997 года было создано Лэнсом Бэнгсом и Эли Бонерзом. Сам клип был снят с использованием CGI. Вторая версия, снятая Кларком Эдди, основана на фрагментах из фильма «Затерянные в космосе» с использованием отрывков концертного выступления The Crystal Method.
В 2007 году, в честь переиздания альбома Vegas, была выпущена обновлённая версия песни, получившая название «Busy Child (Sta Remix)». Ремикс был доступен для скачивания из официального профиля The Crystal Method на Myspace.

## Список композиций
1. «Busy Child» (Radio Edit)
2. «Busy Child» (Vegas Version)
3. «Busy Child» (Taylor’s Hope for Evolution)
4. «Busy Child» (Uberzone Mix)

## Участники записи
The Crystal Method
- Скотт Керкленд — синтезатор, программинг, продюсирование
- Кен Джордан — синтезатор, программинг, продюсирование

## Позиции в чартах
| Чарт (1997)         | Высшая позиция |
| ------------------- | -------------- |
| Hot Dance Club Play | 17             |

## Дополнительные факты
- В композиции использован семпл трека «Know the Ledge» хип-хоп-дуэта Eric B. & Rakim[7].
- Данная композиция использовалась в рекламной заставке азербайджанского телеканала «ATV» с 2002 по 2003 год[8].